# Naszály-Grébicsi-vízfolyás
A Naszály-Grébicsi-vízfolyás Tatabányától keletre ered, Komárom-Esztergom vármegyében. A patak forrásától kezdve északi irányban halad, majd Almásfüzitőtől délre eléri a Szőny-Füzitői-csatornát.

## Part menti települések
- Naszály
- Almásfüzitő